# اد راتلف
اد راتلف (انگلیسی: William Edward "Easy Ed" Ratleff؛ زاده ۲۹ مارس ۱۹۵۰) یک بازیکن بسکتبال در پست‌های شوتینگ گارد و مهاجم ریزتک اهل ایالات متحده آمریکا است.
از باشگاه‌هایی که در آن بازی کرده‌است می‌توان به هیوستون راکتس اشاره کرد.
وی در مسابقات کشوری و بین‌المللی در مجموع برندهٔ ۱ مدال نقره شده‌است.